# Бернар, Оливье
Оливье Клайв Бернар (фр. Olivier Clive Bernard; родился 14 октября 1979, Париж, Франция) — французский футболист, играющий на позиции защитника. Известен по выступлениям за «Ньюкасл Юнайтед».

## Карьера игрока
«Ньюкасл Юнайтед» 
Бернар впервые заявил о себе во время своего первого периода в «Ньюкасл Юнайтед», после того как он присоединился к клубу, перейдя из «Лиона» в конце августа 2000 года, как свободный агент. Несмотря на аренду в 2001 году в «Дарлингтон», Оливье, на протяжении пять лет, с 2000 по 2005 год, был постоянным и ярким игроком сорок. На пару с соотечественником-французом Лораном Робером сформировал видный лево-фланговый дуэт, который, под руководством известного тренера Бобби Робсона заняли третье, четвертое и пятое место соответственно, а также достигли финальных раундов Лиги Чемпионов и полуфинала кубка УЕФА. Он был основным игроком и в начале сезона 2004/05, но Робсон был уволен 28 августа 2004 года и заменен на Грэма Сунесса, который внес существенные изменения в клуб, убирая из состава звездных игроков, а именно, таких как Крейг Беллами и Лоран Робер.